# Tipula retinens
Tipula retinens är en tvåvingeart som beskrevs av Alexander 1946. Tipula retinens ingår i släktet Tipula och familjen storharkrankar. Inga underarter finns listade i Catalogue of Life.